# Жан Деланоа
Жан Деланоа (на италиански: Jean Delannoy) е френски филмов режисьор, сценарист, продуцент и монтажист. 

## Биография
Жан Деланоа е роден на 12 януари 1908 г. в покрайнините на Париж в семейство на протестанти хугеноти, потомци от Нормандия.
Като студент участва, като артист в няколко филма през 1920-те години, след което става режисьор, а до средата на 1930-те години се прочува по европейските стандарти. Той получава „Голямата награда“ на филмовия фестивал в Кан , номиниран е и за Златна палма.
Най-известните филми са „Парижката Света Богородица“ (1956), „Принцеса Клевска“ (1961), „Двойно легло“ (1966), „Слънцето на крадците“ (1967).
Във филмите на Жан Деланоа участват актцори, като Жан-Луи Баро, Пиер Бланшар, Жан Габен, Мишел Морган, Жан Маре, Марина Влади, Джина Лолобриджида, Антъни Куин и други.
През 1986 година за дългогодишен принос към френското изкуство на киното, Жан Деланоа получава наградата Сезар. 

## Избрана филмография
| година | филм                       | оригинално заглавие               |
| ------ | -------------------------- | --------------------------------- |
| 1956   | Парижката Света Богородица | Notre-Dame de Paris               |
| 1958   | Клопката на Мегре          | Maigret tend un piège             |
| 1959   | Мегре и аферата Сен Фиакр  | Maigret et l'Affaire Saint-Fiacre |
| 1967   | Слънцето на крадците       | Le Soleil Des Voyous              |